# جيهان نجيم
جيهان نجيم هي مخرجة أفلام وثائقية مصرية أمريكية ولدت في يوم 17 مايو 1974 في مدينة واشنطن العاصمة في الولايات المتحدة لأب مصري وأم أمريكية، عاشت حياتها متنقلة بين بوسطن والقاهرة والكويت وأكملت دراستها في جامعة هارفارد، أخرجت أفلام غرفة التحكم وستارتب كوم وبانجيا داي واشتهرت بفيلم الميدان في سنة 2013 وألذي ترشحت بواسطته لنيل جائزة أوسكار.

## روابط خارجية
- جيهان نجيم على موقع IMDb (الإنجليزية)
- جيهان نجيم على موقع ألو سيني (الفرنسية)
- جيهان نجيم على موقع تيرنر كلاسيك موفيز (الإنجليزية)
- جيهان نجيم على موقع أول موفي (الإنجليزية)
- جيهان نجيم على موقع قاعدة بيانات الفيلم (الإنجليزية)
- جيهان نجيم على موقع كينوبويسك (الروسية)